# ロバート・スタングランド
ロバート・セジウィック・スタングランド(Robert Sedgwick Stangland、1881年10月5日 - 1953年12月15日)は、20世紀初頭に活躍したアメリカ合衆国ニューヨーク州出身の男子陸上競技選手。跳躍競技を得意とし、1904年セントルイスオリンピックでは、走幅跳と三段跳に出場した。
走幅跳では、6.88mでマイヤー・プリンスタイン(Myer Prinstein)、のダニエル・フランク(Daniel Frank)に次いで銅メダルを獲得し、三段跳でも13.36mの記録で、プリンスタイン、フレデリック・エンゲルハードに次いで銅メダルを獲得した。